# Ptochomyia alticola
Ptochomyia alticola är en tvåvingeart som beskrevs av Schmitz 1958. Ptochomyia alticola ingår i släktet Ptochomyia och familjen puckelflugor.
Artens utbredningsområde är Angola. Inga underarter finns listade i Catalogue of Life.